# Paddy O’Toole
Paddy O’Toole (irisch Pádraig Ó Tuathail; * 15. Januar 1938 in County Mayo; † 11. Mai 2025 ebenda) war ein irischer Politiker der Fine Gael und Minister.

## Biografie
O’Toole absolvierte zunächst ein Lehramtsstudium und war danach als Lehrer an staatlichen Schulen (National School) tätig.
Er begann seine politische Laufbahn als Kandidat der Fine Gael 1973 mit der Nominierung zum Mitglied des Senats (Seanad Éireann) durch Premierminister (Taoiseach) Liam Cosgrave. 1977 wurde er erstmals zum Abgeordneten (Teachta Dála) des Unterhauses (Dáil Éireann) gewählt. Dort vertrat er bis zu seiner Niederlage bei der Unterhauswahl 1987 den Wahlkreis Mayo-East.
Zwischen Juni 1981 und März 1982 war er Minister für die irischsprachigen Gebiete (Gaeltacht) in der ersten Regierung von Premierminister Garret FitzGerald. Als FitzGerald am 14. Dezember 1982 erneut Premierminister wurde, wurde O’Toole zum Minister für Fischerei und Forstwirtschaft ernannt. Im Rahmen einer Regierungsumbildung erfolgte im Februar 1986 seine Berufung zum Verteidigungsminister sowie wiederum zum Minister für die Gaeltacht. Diese Ämter übte er bis zum Ende von FitzGeralds Amtszeit am 10. März 1987 aus. Zwischen Januar und März 1987 war er zusätzlich Minister für Tourismus, Fischerei und Forstwirtschaft.
Nach seinem Ausscheiden aus dem Unterhaus wegen seiner Wahlniederlage nominierte ihn Taoiseach FitzGerald am 20. Februar 1987 zum Mitglied des Senats, um dadurch seine parlamentarische Anbindung zu gewährleisten. Aus dem Senat schied er ebenfalls am 10. März 1987 aus.